# Медуза (Marvel Comics)
Медуза (англ. Medusa); полное имя — Медузалит Амаквелин Болтагон (англ. Medusalith Amaquelin Boltagon) — персонаж из комиксов, издаваемых Marvel Comics, королева Нелюдей, жена Чёрного Грома, сестра Кристалл, являлась членом Фантастической четвёрки и Ужасающей четвёрки.

## История публикаций
Медуза, созданная писателем Стэном Ли и художником Джеком Кирби, впервые появилась в Fantastic Four #36 (март 1965). Является первой представительницей Нелюдей, дебютировавшей в комиксах. Медуза появилась в новой серии FF Матта Фракшена и Майка Аллреда, вышедшей в ноябре 2012 года.

## Биография
Родившаяся в Королевской семье Нелюдей дочь Квелина и Амбур Медузалит была воспитана, чтобы стать королевой, родители Медузы подвергли её воздействию Тумана Терригена, когда она была ещё очень маленькой, в результате чего, она получила способность управлять своими волосами. Будучи ещё подростком, она начала часто посещать изолятор, где находился Чёрный Гром, и научилась общаться с ним с помощью особого языка жестов. Вскоре между Медузой и Чёрным Громом образовалась связь, которая переросла в любовь, их отношения полноценно продолжились, когда Чёрный Гром был выпущен из своей камеры в возрасте 19-ти лет.
Когда раса рабочих Альфа Примитив подняли восстание, Медуза боролась против их лидера Трикона, но потерпела поражение, после чего потеряла память и стала странницей, пока её не нашёл злодей по имени Чародей на небольшом средиземноморском острове, сражаясь с французскими солдатами. Поскольку он создавал злую версию Фантастической четверки, он нуждался в женщине, чтобы присоединиться к его Ужасающей четвёрке. Медуза с готовностью согласилась, и они много раз пытались победить Фантастическую четверку. Хотя их попытки были неудачны, их деяния привлекли внимание Королевской семьи, которая стала преследовать её. Вскоре появился её кузен Горгон и стал преследовать её наряду с Человеком-факелом. Борьба между Факелом и Медузой пробудила заключенного в тюрьму Человека-дракона, который принял Медузу за Невидимую леди, которая ранее была добра к нему. Он защитил Медузу от Горгона и Фантастической четвёрки. Пока другие был отвлечены битвой, Горгону удалось захватить Медузу и возвратить её Чёрному Грому и семье. Вскоре она перестала сопротивляться Нелюдям и присоединилась к ним в борьбе против Фантастической четвёрки, прибывшей, чтобы вернуть Человека-факела, который влюбился в сестру Медузы Кристалл. Но когда Кристалл объявила, что Тритон был захвачен Искателем, служителем Максимуса, брата Чёрного Грома, Медуза вместе с семьёй телепортировалась в Аттилан используя Локджо. В Аттилане они застали Максимуса, злорадствовавшего над кражей короны Нелюдей. Медуза знала, что Чёрный Гром не мог использовать свой голос, поскольку это было слишком опасно, но когда она намекнула на это, он послушал её как свою будущую невесту. Чёрный Гром не был впечатлён демонстрацией своей силы, он вырвал корону Нелюдей из рук Максима, снова став лидером Нелюдей. Но вскоре после этого, как в Аттилан прибыла Фантастическая четверка, и Человек-факел воссоединился с Кристалл, Максимус выстрелил из пистолета в атмосферу, стараясь уничтожить всё человечество. Когда его машина не сработала, Медуза поняла, что Нелюди и люди были той же расы. Максимус вышел обезумел и изменил свою машину, создав негативную зону вокруг Аттилан, заперев в ловушку Медузу и других Нелюдей, в то время, как Фантастической четвёрке удалось сбежать. Вскоре Чёрный Гром не нашёл другого выбора, кроме как использовать свой мощный голос, чтобы разрушить барьер, отделяющий Аттилана от остального мира.
Совет старейшин в согласии с Чёрным Громом отправил Медузу и Королевскую семью вернуться к изучению человеческого общества, что привело Медузу к конфликту с Человеком-пауком. Медуза была вскоре захвачена Максимусом, который вновь присвоил себе корону Нелюдей и заключил в тюрьму Чёрного Грома и Королевскую семью. Но Чёрный Гром ещё раз использовал свой мощный голос, освободив семью и вернув себе корону. Медуза ненадолго покинула Аттилан в попытке восстановить голосовые связки Чёрного Грома и оказалась под влиянием асгардианской волшебницы Чародейки, после чего присоединилась к Леди-освободительницам. Когда Сью Ричардс покинула Фантастическую четвёрку, Медуза заняла её место. После нескольких месяцев работы в команды, Медуза призвала Рида и Сью помириться и вернулась в Аттилан, когда Сью вернулась в команду.
После того, как Аттилан был перенесен на тёмную сторону Луны, она и Чёрный Гром поженились, что сделало Медузу королевой. Когда Медуза забеременела, через несколько месяцев Генетический совет Аттилана решил, что их семья непригодна для зачатия детей в связи с нестабильностью брата Чёрного Грома Максимуса и приказал сделать аборт. Медуза бежала на Землю, живя в пустыне, пока ребёнок не родился. Возвратившись в Аттилан, Медуза продемонстрировала сына Совету, который, в свою очередь, перенёс его на Землю для тестирования. Узнав об этом, Медуза преследовала ребёнка, из-за этого конфликта Королевская семья и Генетический совет отказались от руководства, хотя королевская семья вскоре была вынуждена возобновить правление. В настоящее время Медуза, королевская семья и остальные Нелюди вернулись на Луну, где стали восстанавливать Аттилан. Медуза возглавила попытку создать союз между Нелюдьми и людьми, начиная с культурного обмена между детьми двух обществ.

## Силы и способности
Наиболее отличительная особенность Медузы — её необычно длинные волосы (шесть футов в длине), каждая нить которых не толще, чем средняя прядь человеческих волос, но обладает большим пределом прочности чем стальной провод той же толщины. У Медузы есть психокинетическая способность управлять движением своих волос.
Волосы Медузы достаточно сильны, чтобы поднимать и кидать тяжелые предметы до 1.6 тонн в весе, а каждый отдельный волос самостоятельно может держать приблизительно 6.4 фунта. Для большей досягаемости Медуза может вытянуть волосы, чтобы удвоить их длину с минимальной потерей предела прочности. Она может использовать волосы в качестве кнута, а также для того, чтобы сформировать острое подобие копья для прокалывания цели. Её контроль над волосами достаточно точен, что она может легко выполнить действия, которые требуют большой ловкости и сложной координации, такие как печатание на клавиатуре, перетасовка карт или открытие замка. В то время, когда Медуза использует волосы в качестве оружия, она может одновременно использовать их, чтобы оградить себя от нападения, так как их чрезвычайно трудно повредить. Хотя у её волос нет нервов, она может чувствовать боль через псионическую связь.
Как представительница расы Нелюдей, Медуза также обладает большей силой, скоростью, проворством, рефлексами и выносливостью, чем люди. Даже не используя волос, она достаточно сильна, чтобы поднять приблизительно одну тонну при нормальных условиях. Она также прошла обширное обучение в невооруженном бою. Хотя у большей части Нелюдей очень слабые иммунные системы по сравнению с людьми, Медуза провела достаточно времени во внешнем мире, что значительно повысило её иммунитет, и в отличие от других Нелюдей, на неё меньше воздействуют бактерии, вирусы и загрязнители внешнего мира.
В молодом возрасте Медуза развила специальную форму коммуникации с Чёрным Громом. Она может инстинктивно прочитать язык тела своего мужа, его особенности и намерения лучше, чем кто-либо, и долго служила его личным переводчиком. Как королева Нелюдей, Медуза показала образцовые качества лидерства, и часто считается, что она — истинная руководящая сила своего народа, а не Чёрный Гром.

## Альтернативные версии

### Земля Икс
В альтернативном будущем Земли Икс, объём волос Медузы резко возрос. Она потеряла Чёрного Грома и может потерять сына Ахуру. Медуза является действующим правителем и королевой Нелюдей. Многие из её оставшихся друзей и союзников мутировали в связи с инцидентами на Земле. Для того, чтобы связать воедино некоторые влиятельные группировки, оставшиеся на Земле, Капитан Британия делает ей предложение. Их история продолжается в мини-сериале Paradise X. Однако статус их отношений и политических позиций меняется, когда предположительно потерянная жена Капитана Британии Мегган возвращается к жизни.

### Возрождение героев
Родной город Медузы Аттилан принимает Фантастическую четвёрку. Как и в других реальностях, она говорит за своего мужа Чёрного Грома. Четвёрка просит помощи Нелюдей, чтобы остановить планы Максимуса Безумного, который ищет способ контролировать Туман Терриген. Нелюди сначала не понимают запрос героев, что приводит к бою, в котором Медуза показывает себя способным бойцом.
В этой вселенной Нелюди поклоняются Галактусу, и Королевский Совет оказывает почтение ему и его Герольдам в виде статуй, стоявших в Аттилане.

### Marvel 1602
Медуза появляется в Marvel 1602 в минисерии 1602: Fantastick Four как член Четырёх, кто страшнее и любовницей Чародея. Как и её версия в Ultimate, у неё змеи вместо волос. Она также должна носить паранджу, чтобы предотвратить превращение её взглядом мужчин в камень. В то время, как в введении её описывают как представительницу Нелюдей, её происхождение не упоминается.

### Мутанты Икс
После того, как Королева Гоблинов и вампир Дракула уничтожают героев Земли в попытке завоевать Мультивселенную, команда Нелюдей, включая Медузу, и Вечных атакуют злодеев. Они сражаются в самом сердце Вашингтона, где Дракула легко убивает всю группу.

### Зомби Marvel 3
В Marvel Zombies 3 № 2 она вместе с королевской семьёй Нелюдей показана как зомби побывавший у зомби Кингпина, чтобы попросить еды, которую они получают. В следующем появлении она сталкивается с Человеком-машиной.

### Ultimate
Версия Медузы вселенной Ultimate впервые появилась в Ultimate Fantastic Four в выпуске Annual 1: Inhuman. Она так же является королевой Нелюдей и женой их лидера Чёрного Грома. Как и её тёзка из греческой мифологии, в этой вселенной она имеет кожу зелёного цвета и змей вместо волос. Не было указано, обладают ли её волосы теми же способностями, что и в классической вселенной. Как и Кристалл, Горгон здесь является женщиной и сестрой Медузы. Брат Чёрного Грома Максимус не демонстрирует никаких романтических чувств к Медузе.
В отличие от других версий, Медуза против всех связей с Фантастической четвёркой и считает, что Нелюди и люди никогда не должны смешиваться в мире. Она также демонстрирует крайнюю степень лояльности по отношению к своему народу, заявив, что должна отложить в сторону своё личное счастье во благо Аттилана. Несмотря на такие настроения, она выражает сожаление по поводу неспособности мужа озвучить свои чувства. Когда Чёрный Гром действительно чувствует необходимость безопасно говорить, он издаёт звуки сожаления по поводу действий Кристалл.

## Вне комиксов

Серинда Суон в роли Медузы в телесериале «Сверхлюди»

### Телевидение
В сериале «Сверхлюди» 2017 года Медузу сыграла Серинда Суон. По сюжету она во время мятежа Максимуса лишается своих волос, а позже при помощи Локджо переносится из Аттилана, находившегося на Луне, на Гавайи. Там она пытается найти Чёрного Грома. Во время схватки с Оран, Медуза убивает последнюю, но та потом воскресает. В конце 3 серии пытается спасти Чёрного Грома из тюрьмы, но он улетает на вертолёте, сразу после этого Медуза встречает Луизу Фишер, сотрудницу частной аэрокосмической компании, заинтересованной аномалиями, вызванными перемещением Локджо.

### Мультсериалы
- Медуза появилась в мультсериале «Фантастическая четвёрка» 1978 года, где была лидером Нелюдей
- В мультсериале «Человек-паук» 1981 года Медуза, озвученная Би Джей Уард, появилась в одном эпизоде сериала, где была подконтрольна Чародею, но вместе с Человеком-пауком ей удаётся выйти из под контроля и победить злодея.
- Медуза вместе с другими представителями расы Нелюдей появляется в нескольких эпизодах 2 сезона мультсериала «Фантастическая четвёрка» 1994 года, где её озвучивает Иона Моррис.
- Медуза появляется в третьем сезоне мультсериала «Совершенный Человек-паук», где её озвучивает Мэри Фейбер.
- Медуза появляется в 22 серии мультсериала «Халк и агенты У.Д.А.Р.», где её снова озвучивает Мэри Фейбер.

### Видеоигры
- Медуза является играбельным персонажем в игре «Marvel: Contents of champions»
- Медуза появилась в игре Marvel: Ultimate Alliance, где её озвучила Нэнси Линари.
- Играбельный персонаж в Marvel Future Fight